# BBC Radio Bristol
BBC Radio Bristol – stacja radiowa należąca do BBC i pełniąca w sieci tego nadawcy rolę stacji lokalnej dla aglomeracji Bristolu oraz sąsiadujących z nią obszarów dawnego hrabstwa Avon. Została uruchomiona we wrześniu 1970 i obecnie dostępna jest w analogowym i cyfrowym przekazie naziemnym, a także w Internecie.
Oprócz audycji własnych stacja transmituje również programy siostrzanych stacji lokalnych BBC z Plymouth, Leeds, Gloucester, Londynu, Brighton i Birmingham, a także programy ogólnokrajowego BBC Radio 5 Live.